# Eva Dahlgren
Eva Dahlgren (Umeå, Suecia, 9 de junio de 1960) es una música pop sueca.
Dahlgren fue descubierta por el músico productor Bruno Glenmark en 1978 tras aparecer en el programa de televisión "Sveriges magasin", que le produjo el álbum Finns det nån som bryr sej om lanzado el año siguiente. En 1979 logró el tercer puesto en el Melodifestivalen (concurso para elegir al representante sueco en Festival de Eurovisión). La carrera de Dahlgren creció con numerosos álbumes durante los años 80, pero su definitivo éxito en Suecia llegó en 1991 con el álbum En blekt blondins hjärta el cual vendió medio millón de copias y obtuvo cinco premios en la gala de los premios suecos Grammis, mejor artista, mejor álbum, mejor sencillo, mejor compositor, mejor artista femenina en la categoría de Pop/Rock. 
En 1996 Dahlgren hizo pública en la prensa su homosexualidad al unirse civilmente con la diseñadora de joyas Efva Attling. A consecuencia de esta unión civil, Eva Dahlgren cambió su apellido por el de Dahlgren-Attling. Posteriormente el 15 de noviembre de 2009 contrajeron matrimonio en el Hotel Rival de Estocolmo. Ambas viven en la isla de Södermalm en Estocolmo y son activistas por los derechos de la comunidad LGBT.
En 2004 los servicios postales suecos emitieron un sello con su imagen.

## Discografía
- 1978: Finns det nån som bryr sig om
- 1980: Eva Dahlgren
- 1981: Förväntan
- 1982: Tvillingskäl
- 1984: Ett fönster mot gatan
- 1984: Känn mig
- 1987: Ung och stolt
- 1989: Fria Världen 1.989
  - "Ängeln i rummet" (Versión inglesa: "Angel in My Room")
- 1991: En blekt blondins hjärta
  - "Vem tänder stjärnorna" (Versión inglesa: "I'm not in Love with You")
  - "Kom och håll om mig" (Versión inglesa: "Just Want You to Love Me")
- 1992: För minnenas skull (doble CD)
- 1992: Eva Dahlgren (Versión inglesa del disco En blekt blondins hjärta)
- 1995: Jag vill se min älskade komma från det vilda
- 1999: Lai Lai
- 1999: LaLaLive
- 2005: Snö
- 2007: Petroleum och tång